# Régénération (Doctor Who)
Pour les articles homonymes, voir Régénération (homonymie).
 (septembre 2018).
Si vous disposez d'ouvrages ou d'articles de référence ou si vous connaissez des sites web de qualité traitant du thème abordé ici, merci de compléter l'article en donnant les références utiles à sa vérifiabilité et en les liant à la section « Notes et références ».

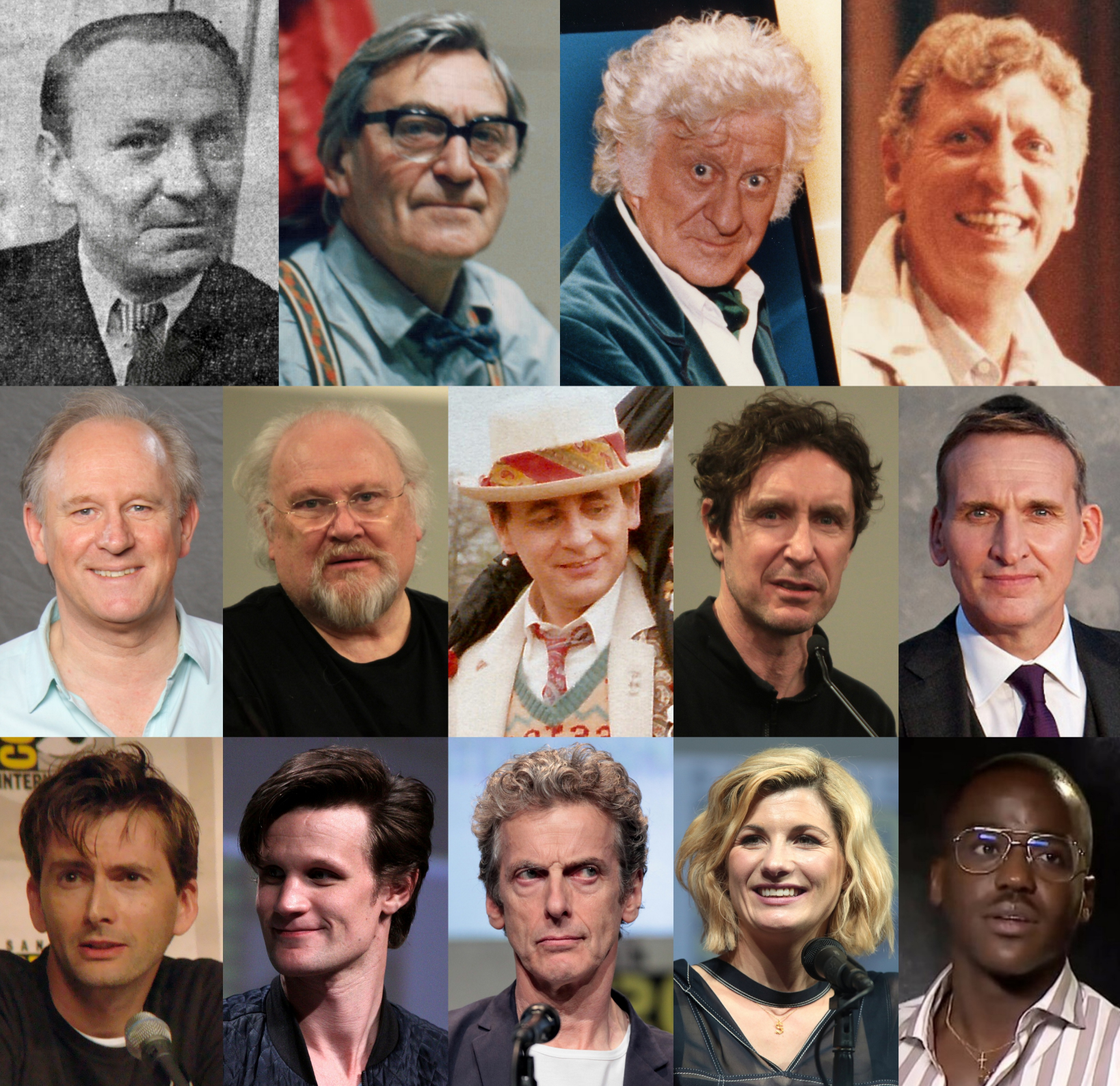
Les différents acteurs qui ont incarné Le Docteur dans la série Doctor Who.

La régénération (en anglais, regeneration) est un processus biologique propre aux Seigneurs du Temps, une race fictive dans la série télévisée britannique de science-fiction Doctor Who. En cas de blessure mortelle, un Seigneur du Temps a la possibilité de se régénérer, c'est-à-dire de changer d'apparence et de personnalité. Il est établi dans L'Heure du Docteur qu'un Seigneur du Temps ne peut normalement se régénérer que douze fois, sauf si un autre cycle de régénération ne lui est offert. Dans les épisodes télévisés de la série, différents personnages se sont régénérés : le Docteur, le Maître (bien que celui ait aussi volé des corps), Romana, River Song et le Général.
La première régénération à avoir eu lieu dans l'histoire de la série est celle du Premier Docteur à la fin de l'épisode The Tenth Planet, en 1966.

## Création scénaristique du concept
D'un point de vue scénaristique, la régénération a été créée en 1966 afin de pouvoir remplacer l'acteur principal, William Hartnell, qui souffrait d'artériosclérose et avait des difficultés avec la nouvelle équipe de production. La série connaissant alors un bel essor, il était hors de question de la supprimer. À la fin du tournage de The Smugglers en juin 1966, le premier arc narratif de la saison 4, Innes Lloyd, producteur, persuade William Hartnell qu'il est temps pour lui de quitter le rôle. Ce dernier accepta quand il apprit que son successeur serait Patrick Troughton, qu'il estimait beaucoup. Innes Lloyd pense alors que le personnage pourrait changer d'apparence de façon régulière. Dans The Power of the Daleks, le Deuxième Docteur compare ce processus à un papillon qui sort de sa chrysalide.

## Causes de la régénération

### 1ercycle de régénération
1. Premier Docteur (William Hartnell) : succombe apparemment à son grand âge dans The Tenth Planet (1966).
2. Deuxième Docteur (Patrick Troughton) : forcé de changer d'apparence, il est exilé sur Terre par les Seigneurs du Temps à titre de sanction dans The War Games (1969).
3. Troisième Docteur (Jon Pertwee) : absorbe une dose mortelle de radiations en désactivant un dispositif menaçant une colonie humaine dans Planet of the Spiders (1974).
4. Quatrième Docteur (Tom Baker) : le Maître le fait chuter du radiotélescope du projet Pharos dans Logopolis (1981). Ils s'y étaient rendus pour se servir de l'installation afin de sauver l'univers de l'entropie générale qui le menaçait.
5. Cinquième Docteur (Peter Davison) : accidentellement empoisonné en même temps que sa compagne Peri dans The Caves of Androzani (1984). Il offrit sa seule dose d'antidote à la jeune femme, se sacrifiant ainsi pour la sauver.
6. Sixième Docteur (Colin Baker) : succombe à des blessures non spécifiées lors d'une attaque du TARDIS par la Rani, provoquant son crash dans Time and the Rani (1987).
7. Septième Docteur (Sylvester McCoy) : meurt à San Francisco dans le téléfilm Le Seigneur du Temps (1996). Saboté par le Maître, le TARDIS atterrit au milieu d'une fusillade où le Docteur reçoit plusieurs balles non mortelles. Transporté à l'hôpital inconscient, les médecins, déroutés par son anatomie, tentent de sonder son système cardiaque, ce qui le tue.
8. Huitième Docteur (Paul McGann) : s'écrase sur la planète Karn dans The Night of the Doctor (2013) en tentant de sauver la pilote d'un vaisseau en perdition, laquelle refuse son aide au dernier moment à cause de la Guerre du Temps. Les sœurs de Karn le ressuscitent temporairement et le convainquent de boire une potion qui fait de lui le Docteur de la guerre afin de prendre enfin part à la Guerre.
9. Docteur de la Guerre (John Hurt) : ayant réussi à sauver Gallifrey de la Guerre du Temps, le Docteur de la guerre se régénère à la fin de l'épisode spécial des 50 ans de la série, Le Jour du Docteur (2013), sa mission étant simplement terminée.
10. Neuvième Docteur (Christopher Eccleston) : sa compagne Rose Tyler ayant regardé dans le cœur du TARDIS pour le sauver dans À la croisée des chemins (2005), il absorbe à son tour l'énergie qu'elle a reçue pour éviter que cela ne la tue, et doit donc se régénérer.
11. Dixième Docteur (David Tennant) : touché par le tir d'un Dalek dans La Fin du voyage (2008), il commence sa régénération mais l'arrête une fois son corps guéri en transférant l'énergie restante à son ancienne main coupée dans L'invasion de Noël (2005), ce qui lui permet de conserver son apparence.
12. Dixième Docteur Méta-crise (David Tennant) : absorbe une dose mortelle de rayonnements dans La Prophétie de Noël (2010) en sauvant la vie de Wilfred Mott, qui était prisonnier d'un générateur extraterrestre défaillant. Le Docteur subit une longue agonie avant de se régénérer.
13. Onzième Docteur (Matt Smith) : succombe à un âge très avancé dans L'Heure du Docteur (2013) après avoir défendu pendant plusieurs siècles une petite planète où la Guerre du Temps menaçait de resurgir. Au tout dernier moment, sa compagne Clara Oswald convainc les Seigneurs du Temps de lui octroyer un nouveau cycle de régénérations.

### 2e cycle de régénération
1. Douzième Docteur (Peter Capaldi) : est électrocuté par un Cyberman dans Le Docteur tombe (2017). Refusant tout d'abord de se régénérer en envisageant de mourir définitivement, il finit par changer d'avis à la fin de l'épisode suivant, Il était deux fois (2017).
2. Treizième Docteur (Jodie Whittaker) : remplacée par le Maître dans Le Pouvoir du Docteur (2022) afin de prendre sa place à l'aide d'une régénération forcée.
3. Le Docteur-Maître (Sacha Dhawan) : subit une inversion de la régénération forcée dans Le Pouvoir du Docteur (2022) grâce à Yasmin Khan avec l'aide de l'hologramme du Docteur sous l'apparence du Docteur Fugitif et de l'énergie régénératrice des Cybermaîtres.
4. Treizième Docteur (Jodie Whittaker) : est mortellement blessée par Le Maître dans Le Pouvoir du Docteur (2022) qui relâche sur elle le faisceau d’énergie Qurunx.
5. Quatorzième Docteur (David Tennant) : est transpercé par un laser par le Fabricant de Jouets dans Le Fabricant de Jouets (2023). Le Docteur ne disparait toutefois pas et coexiste avec son incarnation suivante via une bi-génération.
6. Quinzième Docteur (Ncuti Gatwa) : sacrifie sa vie pour recalibrer la réalité correctement qui avait été détourné par La Rani et se régénère à la fin de La Guerre de la réalité (2025) désormais représenté sous les traits d'une ancienne compagne du Docteur, Rose Tyler, jouée par Billie Piper qui pour une raison encore inconnue, n'est pas confirmé pour l'instant si elle sera bien la seizième incarnation du Docteur où quelque chose de plus mystérieux.